# مايكل ديفيت
مايكل ديفيت (1938) هو فيلسوف أسترالي يعمل حاليًا بالتدريس في مجمع الدراسات العليا بمركز جامعة مدينة نيويورك. تشمل اهتماماته الأساسية فلسفة اللغة، وفلسفة العقل، والميتافيزيقا، ونظرية المعرفة. يتضمن عمله الحالي فلسفة اللسانيات، والمشاكل الأساسية في علم دلالة الالفاظ، ودلالات الأوصاف المحددة وأسماء الإشارة، والخارجية الدلالية، والواقعية العلمية.

## التعليم
تلقى ديفيت تعليمه الثانوي (1952-1957) في كلية برادفيلد في باركشير بإنجلترا، حيث أكمل ثلاثة مستويات «A» و9 مستويات «O»، ثم درس في معهد المحاسبين القانونيين في أستراليا بين عامي 1958 و1961، وخضع لامتحانه التأهيلي في نهاية ذلك الوقت.
بدأ تعليمه العالي في جامعة سيدني في عام 1962 حيث درس الفلسفة وعلم النفس، وتخرج في عام 1966 بمرتبة الشرف الأولى، وحصل على ميدالية الجامعة في الفلسفة. أكمل دراساته العليا في جامعة هارفارد تحت إشراف الفيلسوف الأمريكي الشهير ويلارد فان أورمان كواين حتى عام 1967، وحصل على درجة الماجستير في عام 1970 والدكتوراه في عام 1972.

## المراكز الأكاديمية
عاد ديفيت إلى سيدني في عام 1971 بعد الانتهاء من دوراته الدراسية في جامعة هارفارد، وبدأ مسيرته التعليمية بالتدريس في قسم الفلسفة، ولعب دورًا بارزًا في «اضطرابات فلسفة سيدني». عُيِّنَ محاضرًا كبيرًا في عام 1977، وأستاذًا مشاركًا في عام 1982، وعُيِّنَ رئيسًا لقسم الفلسفة التقليدية والحديثة بحلول عام 1985. واصل التدريس في جامعة سيدني حتى عام 1987، ولكنه عاد إلى الولايات المتحدة وعمل أستاذًا للفلسفة في جامعة ميريلاند بكوليج بارك في عام 1988. بقي في ميريلاند حتى عام 1999، عندما أصبح أستاذًا (ولاحقًا أستاذًا متميزًا) في مجمع الدراسات العليا بمركز جامعة مدينة نيويورك. شغل هناك منصب المسؤول التنفيذي لبرنامج الفلسفة منذ عام 1999 حتى عام 2002. يواصل ديفيت التدريس هناك كأستاذ متميز منذ عام 2012.
شغل مايكل ديفيت، إلى جانب مناصبه الدائمة أو الثابتة، العديد من المناصب غير الدائمة في جامعة نوتنغهام، وجامعة ماكواري، والجامعة الوطنية الأسترالية، وجامعة فيكتوريا في ويلينغتون، وجامعة ميشيغان، وجامعة كاليفورنيا الجنوبية، وجامعة طوكيو متروبوليتان، وجامعة هارفارد وكلية البنات بجامعة سيدني.

## العمل الفلسفي
يُعد ديفيت من دعاة النظرية السببية للمرجع، ويدّعي أن التأسيسات المتكررة على أداة معرفية ما يمكن أن تفسّر التحول المرجعي. إن مثل هذا الرد يترك مشكلة الأهمية المعرفية مفتوحة، وهي التي أثارت اهتمام بيرتراند راسل وجوتلوب فريجه في الأصل.
ينضم ديفيت، إلى جانب جورج ري، وهو أيضًا ناقد للحجة المتعالية ضد الإقصائية، في الدفاع عن هذا الموقف ضد مزاعم التناقض الذاتي من خلال استدعاء النظريات الدلالية الانكماشية التي تتجنب تحليل المقولات مثل «x هو أمر حقيقي» باعتبارها تعبيرًا عن خاصية حقيقية. تُفسر هذه المقولات، بدلًا من ذلك، على أنها أدوات منطقية بحيث يكون التأكيد على صحة الجملة مجرد طريقة مقتبسة لتأكيد الجملة نفسها. إن القول بأن «الله موجود هو أمر حقيقي» هو فقط قول «الله موجود»، وبهذه الطريقة، كما يجادل راي وديفيت، طالما أن بدائل «الادعاءات» المزاجية وتفسيرات «الحقيقي» الانكماشية متماسكة، فإن الإقصائية لا تنتقض نفسها.